# Atropacarus murciensis
Atropacarus murciensis är en kvalsterart som beskrevs av Wojciech Niedbała 1986. Atropacarus murciensis ingår i släktet Atropacarus och familjen Phthiracaridae. Inga underarter finns listade.